# Eggysodon
Genre
Synonymes
- † Engyodon Stehlin 1930

Eggysodon  est un genre éteint de rhinocéros sans cornes, de la famille des Hyracodontidae ayant vécu en Europe à l'Oligocène, entre −28 millions d’années et −23 millions d’années.

## Occurrence
Au total, onze spécimens fossiles ont été découverts.

## Liste d'espèces
Selon Paleobiology Database (25 juillet 2021) :
- † Eggysodon cadibonense (Roger, 1898)
- † Eggysodon gaudryi (Rames, 1886) - France et Suisse
- † Eggysodon osborni (Schlosser, 1902) - Allemagne et Suisse
- † Eggysodon turgaicum (Borissiak, 1915) - Kazakhstan